# NGC天体列表 (6000-6999)
NGC天体列表索引：1-999 | 1000-1999 | 2000-2999 | 3000-3999 | 4000-4999 | 5000-5999 | 6000-6999 | 7000-7999

## 6000─6099
- NGC 6087 ─ 一个疏散星团，在矩尺座
- NGC 6093 ─ M80，这是一个球状星团，在天蝎座

## 6100─6199
- NGC 6118 ─ 这是一个宏觀螺旋星系，在巨蛇座
- NGC 6121 ─ M4，这是一个结构松散的球状星团，在天蝎座
- NGC 6164，NGC 6165 ─ 这是一个星云─像是物质包围在星外形成的HD 148937
- NGC 6171 ─ M107，这是一个非常松散的球状星团，在蛇夫座
- NGC 6188 ─ 这是一个反射星云，在天坛座
- NGC 6193 ─ 这是一个疏散星团，在天坛座

## 6200─6299
- NGC 6205 ─ M13，这是一个球状星团，在武仙座
- NGC 6218 ─ M12，这是一个球状星团，在蛇夫座
- NGC 6231 ─ 这是一个星团，在天蝎座
- NGC 6240 ─ 海星星系
- NGC 6242（英语：NGC 6242） ─ 一个星团，在天蝎座
- NGC 6254 ─ M10，这是一个球状星团，在蛇夫座
- NGC 6266 ─ M62，这是一个球状星团，在蛇夫座
- NGC 6273 ─ M19，这是一个球状星团，在蛇夫座

## 6300─6399
- NGC 6302 ─ 这是一个行星状星云
- NGC 6333 ─ M9，这是一个球状星团，在蛇夫座
- NGC 6334 ─ 这是一个星云
- NGC 6341 ─ M92，这是一个球状星团，在武仙座
- NGC 6357 ─ 这是一个星云
- NGC 6369 ─ 这是一个行星状星云，在蛇夫座
- NGC 6397 ─ 这是一个球状星团，在天坛座

## 6400─6499
- NGC 6402 ─ M14，这是一个球状星团，在蛇夫座
- NGC 6405 ─ M6，蝴蝶星团，在天蝎座
- NGC 6475 ─ M7，托勒密星团，在天蝎座
- NGC 6494 ─ M23，一个疏散星团，在人马座

## 6500─6599
- NGC 6514 ─ M20，三裂星云，在人马座
- NGC 6520 ─ 一个疏散星团
- NGC 6522 ─ 这是一个球状星团，在巴德窗
- NGC 6523 ─ M8，礁湖星云，在人马座
- NGC 6531 ─ M21，一个疏散星团，在人马座
- NGC 6530 ─ 沙漏星云，在人马座
- NGC 6537 ─ 红蜘蛛星云，在人马座
- NGC 6543 ─ 猫眼星云，在天龙座
- NGC 6553 ─ 这是一个疏散星云在人马座
- NGC 6559 ─ 这是一个喷射星云，在人马座
- NGC 6589（英语：NGC 6589） ─ 这是一个蓝色的反射星云
- NGC 6590（英语：NGC 6590） ─ 这是一个蓝色的反射星云

## 6600─6699
- NGC 6604 ─ 一個星團，在巨蛇座
- NGC 6611 ─ M16，老鹰星云，在巨蛇座
- NGC 6613 ─ M18，一个疏散星团，在人马座
- NGC 6618 ─ M17，Ω星云，在人马座
- NGC 6624 ─ 这是一个球状星团，在人马座
- NGC 6626 ─ M28，这是一个球状星团，在人马座
- NGC 6637 ─ M69，这是一个球状星团，在人马座
- NGC 6656 ─ M22，这是一个球状星团，在人马座
- NGC 6681 ─ M70，这是一个球状星团，在人马座
- NGC 6694 ─ M26，一个疏散星团，在盾牌座

## 6700─6799
- NGC 6705 ─ M11，野鸭星团，在盾牌座
- NGC 6709 ─ 一个疏散星团，在天鹰座
- NGC 6715 ─ M54，这是一个球状星团，在人马座
- NGC 6720 ─ M57，环状星云，在天琴座
- NGC 6723 ─ 这是一个球状星团，在人马座
- NGC 6726 ─ NGC 6727，NGC 6729 ─ 南冕座星云
- NGC 6744 ─ 漩涡星系
- NGC 6745 ─ 由两星系碰撞形成的一大块物质
- NGC 6751 ─ a 行星状星云，在天鹰座
- NGC 6752 ─ 这是一个球状星团，在孔雀座
- NGC 6755（英语：NGC 6755） ─ 一个疏散星团，在天鹰座
- NGC 6760（英语：NGC 6760） ─ 这是一个球状星团，在天鹰座
- NGC 6779 ─ M56，这是一个球状星团，在天琴座
- NGC 6781 ─ 这是一个行星状星云，在天鹰座

## 6800─6899
- NGC 6803 ─ 这是一个行星状星云，在天鹰座
- NGC 6809 ─ M55，这是一个球状星团，在人马座
- NGC 6811 ─ 这是一个疏散星团，在天鵝座
- NGC 6822 ─ 巴纳德星系，在人马座
- NGC 6838 ─ M71，这是一个球状星团，在天箭座
- NGC 6853 ─ M27， 哑铃星云，在狐狸座
- NGC 6864 ─ M75，这是一个球状星团，在人马座
- NGC 6888 ─ 新月星云，在天鹅座
- NGC 6891 ─ 这是一个行星状星云，在海豚座

## 6900─6999
- NGC 6913 ─ M29，一个疏散星团，在天鹅座
- NGC 6914 ─ 这是一个星云
- NGC 6925 — 位於顯微鏡座的漩渦星系
- NGC 6934 ─ 这是一个球状星团，在海豚座
- NGC 6946 ─ 这是一个漩涡星系，在仙王座
- NGC 6958 — 位於顯微鏡座的漩渦星系
- NGC 6981 ─ M72，这是一个球状星团，在宝瓶座
- NGC 6994 ─ M73，这是一个天体，在宝瓶座
- NGC 6995 ─ 面纱星云，在天鹅座